# Tilton on the Hill and Halstead
Tilton on the Hill and Halstead är en civil parish i Harborough i Storbritannien.   Den ligger i grevskapet Leicestershire och riksdelen England, i den sydöstra delen av landet, 140 km norr om huvudstaden London.